# Sommer-Universiade 2017/Medaillenspiegel
Im Medaillenspiegel der Sommer-Universiade 2017 ist Japan mit 37 Goldmedaillen und 101 Medaillen insgesamt auf dem 1. Platz gelistet. Gastgeber Taiwan belegt Rang 3.

## Rangfolge
Die Platzierungen sind nach der Anzahl der gewonnenen Goldmedaillen sortiert, gefolgt von der Anzahl der Silber- und Bronzemedaillen (lexikographische Ordnung). Weisen zwei oder mehr Länder eine identische Medaillenbilanz auf, werden sie alphabetisch geordnet auf dem gleichen Rang geführt. Dies entspricht dem System, das vom Internationalen Olympischen Komitee (IOC) verwendet wird.
| Medaillenspiegel (nach 273 von 273 Entscheidungen) | Medaillenspiegel (nach 273 von 273 Entscheidungen) | Medaillenspiegel (nach 273 von 273 Entscheidungen) | Medaillenspiegel (nach 273 von 273 Entscheidungen) | Medaillenspiegel (nach 273 von 273 Entscheidungen) | Medaillenspiegel (nach 273 von 273 Entscheidungen) |
| Platz                                              | Land                                               | Gold                                               | Silber                                             | Bronze                                             | Gesamt                                             |
| -------------------------------------------------- | -------------------------------------------------- | -------------------------------------------------- | -------------------------------------------------- | -------------------------------------------------- | -------------------------------------------------- |
| 01                                                 | Japan                                              | 37                                                 | 27                                                 | 37                                                 | 101                                                |
| 02                                                 | Südkorea                                           | 30                                                 | 22                                                 | 30                                                 | 82                                                 |
| 03                                                 | Taiwan                                             | 26                                                 | 34                                                 | 30                                                 | 90                                                 |
| 04                                                 | Russland                                           | 25                                                 | 31                                                 | 38                                                 | 94                                                 |
| 05                                                 | Vereinigte Staaten                                 | 16                                                 | 19                                                 | 16                                                 | 51                                                 |
| 06                                                 | Ukraine                                            | 12                                                 | 11                                                 | 13                                                 | 36                                                 |
| 07                                                 | Nordkorea                                          | 12                                                 | 5                                                  | 6                                                  | 23                                                 |
| 08                                                 | Italien                                            | 9                                                  | 6                                                  | 17                                                 | 32                                                 |
| 09                                                 | Volksrepublik China                                | 9                                                  | 6                                                  | 2                                                  | 17                                                 |
| 10                                                 | Iran                                               | 8                                                  | 4                                                  | 11                                                 | 23                                                 |
| 11                                                 | Polen                                              | 7                                                  | 9                                                  | 9                                                  | 25                                                 |
| 12                                                 | Deutschland                                        | 7                                                  | 6                                                  | 11                                                 | 24                                                 |
| 13                                                 | Mexiko                                             | 6                                                  | 5                                                  | 11                                                 | 22                                                 |
| 14                                                 | Ungarn                                             | 5                                                  | 5                                                  | 4                                                  | 14                                                 |
| 15                                                 | Frankreich                                         | 4                                                  | 5                                                  | 8                                                  | 17                                                 |
| 16                                                 | Kanada                                             | 4                                                  | 5                                                  | 4                                                  | 13                                                 |
| 17                                                 | Australien                                         | 4                                                  | 3                                                  | 2                                                  | 9                                                  |
| 18                                                 | Dominikanische Republik                            | 4                                                  | 2                                                  | —                                                  | 6                                                  |
| 19                                                 | Serbien                                            | 4                                                  | —                                                  | —                                                  | 4                                                  |
| 20                                                 | Türkei                                             | 3                                                  | 7                                                  | 6                                                  | 16                                                 |
| 21                                                 | Kasachstan                                         | 3                                                  | 6                                                  | 7                                                  | 16                                                 |
| 22                                                 | Belarus                                            | 3                                                  | 4                                                  | 2                                                  | 9                                                  |
| 23                                                 | Rumänien                                           | 3                                                  | 2                                                  | 6                                                  | 11                                                 |
| 24                                                 | Aserbaidschan                                      | 3                                                  | 1                                                  | 4                                                  | 8                                                  |
| 25                                                 | Litauen                                            | 3                                                  | 1                                                  | 3                                                  | 7                                                  |
| 26                                                 | Armenien                                           | 3                                                  | 1                                                  | 2                                                  | 6                                                  |
| 27                                                 | Thailand                                           | 2                                                  | 5                                                  | 6                                                  | 13                                                 |
| 28                                                 | Brasilien                                          | 2                                                  | 4                                                  | 6                                                  | 12                                                 |
| 29                                                 | Portugal                                           | 2                                                  | 1                                                  | 2                                                  | 5                                                  |
| 30                                                 | Hongkong                                           | 2                                                  | —                                                  | 2                                                  | 4                                                  |
| 31                                                 | Niederlande                                        | 2                                                  | —                                                  | 1                                                  | 3                                                  |
| 32                                                 | Macau                                              | 2                                                  | —                                                  | —                                                  | 2                                                  |
| 33                                                 | Kolumbien                                          | 1                                                  | 3                                                  | 7                                                  | 11                                                 |
| 34                                                 | Finnland                                           | 1                                                  | 1                                                  | 2                                                  | 4                                                  |
| 35                                                 | Schweiz                                            | 1                                                  | 1                                                  | 1                                                  | 3                                                  |
| 35                                                 | Uganda                                             | 1                                                  | 1                                                  | 1                                                  | 3                                                  |
| 37                                                 | Kuba                                               | 1                                                  | 1                                                  | —                                                  | 2                                                  |
| 38                                                 | Vietnam                                            | 1                                                  | —                                                  | 4                                                  | 5                                                  |
| 39                                                 | Tschechien                                         | 1                                                  | —                                                  | 2                                                  | 3                                                  |
| 40                                                 | Österreich                                         | 1                                                  | —                                                  | 1                                                  | 2                                                  |
| 40                                                 | Irland                                             | 1                                                  | —                                                  | —                                                  | 1                                                  |
| 40                                                 | Jamaika                                            | 1                                                  | —                                                  | —                                                  | 1                                                  |
| 40                                                 | Kirgisistan                                        | 1                                                  | —                                                  | —                                                  | 1                                                  |
| 44                                                 | Südafrika                                          | —                                                  | 5                                                  | —                                                  | 5                                                  |
| 45                                                 | Vereinigtes Königreich                             | —                                                  | 3                                                  | 6                                                  | 9                                                  |
| 46                                                 | Malaysia                                           | —                                                  | 3                                                  | 4                                                  | 7                                                  |
| 47                                                 | Algerien                                           | —                                                  | 3                                                  | 2                                                  | 5                                                  |
| 48                                                 | Zypern                                             | —                                                  | 2                                                  | —                                                  | 2                                                  |
| 49                                                 | Lettland                                           | —                                                  | 1                                                  | 2                                                  | 3                                                  |
| 50                                                 | Bahamas                                            | —                                                  | 1                                                  | 1                                                  | 2                                                  |
| 50                                                 | Schweden                                           | —                                                  | 1                                                  | 1                                                  | 2                                                  |
| 50                                                 | Slowakei                                           | —                                                  | 1                                                  | 1                                                  | 2                                                  |
| 53                                                 | Argentinien                                        | —                                                  | 1                                                  | —                                                  | 1                                                  |
| 53                                                 | Burkina Faso                                       | —                                                  | 1                                                  | —                                                  | 1                                                  |
| 53                                                 | Estland                                            | —                                                  | 1                                                  | —                                                  | 1                                                  |
| 53                                                 | Indien                                             | —                                                  | 1                                                  | —                                                  | 1                                                  |
| 53                                                 | Mongolei                                           | —                                                  | 1                                                  | —                                                  | 1                                                  |
| 53                                                 | Philippinen                                        | —                                                  | 1                                                  | —                                                  | 1                                                  |
| 53                                                 | Spanien                                            | —                                                  | 1                                                  | —                                                  | 1                                                  |
| 60                                                 | Indonesien                                         | —                                                  | —                                                  | 3                                                  | 3                                                  |
| 60                                                 | Kroatien                                           | —                                                  | —                                                  | 3                                                  | 3                                                  |
| 62                                                 | Belgien                                            | —                                                  | —                                                  | 1                                                  | 1                                                  |
| 62                                                 | Jordanien                                          | —                                                  | —                                                  | 1                                                  | 1                                                  |
| 62                                                 | Moldau                                             | —                                                  | —                                                  | 1                                                  | 1                                                  |
| 62                                                 | Norwegen                                           | —                                                  | —                                                  | 1                                                  | 1                                                  |
| 62                                                 | Neuseeland                                         | —                                                  | —                                                  | 1                                                  | 1                                                  |
| Total                                              | Total                                              | 273                                                | 271                                                | 342                                                | 886                                                |